# Сергий I Константинополски
Сергий I (на гръцки: Σέργιος Α΄) е константинополски патриарх от 610 до 638 година.

## Биография
Подкрепя император Ираклий, като дарява църковни вещи, използвани като пари, при походите срещу Сасанидите. През 626 година ръководи отбраната на Константинопол срещу нашествениците.
Подкрепя монотелитството, според което Христос има две природи, но само една воля и едно действие или енергия.
Сергий I умира на 9 декември 638 година.